# Ilídio José Panzo
Pirolito, właśc. Ilídio José Panzo (ur. 7 kwietnia 1993 w Luandzie) – piłkarz angolski grający na pozycji pomocnika. Jest wychowankiem klubu Interclube.

## Kariera klubowa
Swoją karierę piłkarską Pirolito rozpoczął w klubie Interclube ze stolicy kraju, Luandy. W 2012 roku zadebiutował w nim w pierwszej lidze angolskiej. W debiutanckim sezonie zdobył z nim Superpuchar Angoli.

## Kariera reprezentacyjna
W reprezentacji Angoli Pirolito zadebiutował w 2012 roku. W 2013 roku został powołany do kadry na Puchar Narodów Afryki 2013.